# オープン・シーズン (バンド)
オープン・シーズン（Open Season）は2000年にベルン（スイス）で結成されたレゲエ・スカバンド。「スイスの野外音楽フェス常連の優れたバンド」、「スイスのナンバー1レゲエ・スカバンド」などの評価を得ている。

## 来歴
2000年に一部のメンバーが「Nestor」という名前でバンドを結成し、2001年から現在の名前となった。スイス国内の野外音楽フェス Gurtenfestival（ベルン）のメインステージやSt. Gallenフェス、Gampelフェスを含む国内外のコンサートで500回以上の演奏実績がある。
シングル1枚（Rocksteady Fever、2002年）、スタジオ・アルバム1枚（Each Day、2003年）を発表後、ライブ・アルバム1枚（Open Season Live!、2004年、枚数限定生産）を発表。2005年には、2枚目のスタジオ・アルバム「Hot And Fire」を発表。2006年3月にシングル「Step By Step」で新曲2曲を発表。2008年のアルバム「Here We Go」の先行シングルカットとして、2007年11月2日に「I Lost My Phone」を発表。2009年には、60年代のスカとロックステディを指向した楽曲に特化した限定アルバム「Get Ready - Pure Vintage Scorchers」を発表。シングル「Hey Darling」の発表に続き、2010年10月にはオールドスクールからモダンに至る要素を採り入れ、Admiral James TのDala Studioで収録されたスタジオ・アルバム「Louder!」を発表。2013年と2014年には、先行シングルとしてそれぞれ「Beyond My Wildest Dreams」と「All Eyes on You」（前者はダウンロードのみ）を発表。2014年11月には、レゲエだけでなく、インド音楽、ダンスホール、ダブも採り入れた「Boombay」を発表。
当バンドの音楽スタイルは、初期のジャマイカ風スカやロックステディの60年代風レゲエを長らく指向してきたが、アルバム「Hot And Fire」ではエレクトロニックやスクラッチ (DJ)も採用した。「Here We Go」以降、よりモダンでフリースタイルに変化している。アルバム「Boombay」では初めてインド音楽を採り入れた。全5曲を収録したアルバム「Come Closer. Sweet Lovers Rock」は、内1曲がラヴァーズ・ロックへのオマージュとなっている。

## メンバー
- Res Staudenmann - ギター, ボーカル
- Santosh Aerthott - ボーカル, ギター
- Oliver Hürzeler - アルト・サクソフォーン
- Ariane Lüthi - テナー・サクソフォーン
- Thomas Arn - トロンボーン
- Florian Thalmann - トランペット
- Philipp Bühlmann - ベース
- Christoph Walther - パーカッション
- Roman Haller - キーボード, ボーカル

## ディスコグラフィー

### シングル
- 2002: Rocksteady Fever （Leech Records）
- 2006: Step By Step （Leech Records）
- 2007: I Lost My Phone （Leech Records）
- 2010: Hey Darling （Leech Records）
- 2013: Beyond My Wildest Dreams（ダウンロードのみ）
- 2014: All Eyes on You

### アルバム
- 2003: Each Day （Leech Records）
- 2004: Live （Leech Records）
- 2005: Hot and Fire （Leech Records）
- 2006: Japanese Special Edition （ディスクユニオン）
- 2008: Here We Go （Leech Records）
- 2009: Get Ready - Pure Vintage Scorchers （Leech Records）
- 2010: Louder! （Leech Records）
- 2014: Boombay
- 2016: Party Squad
- 2020: Rocksteady
- 2021: Come closer. Sweet Lovers Rock